# Vrhovno državno tožilstvo Republike Slovenije
Vrhovno državno tožilstvo Republike Slovenije, ki ga vodi Generalni državni tožilec Republike Sovenije, je organizirano v oddelke: Kazenski oddelek, Oddelek za civilne in upravne zadeve, Oddelek za izobraževanje in strokovni nadzor, Oddelek za organizacijo in razvoj upravljanja. Pri Vrhovnem državnem tožilstvu Republike Slovenije deluje kot notranja organizacijska enota Strokovno informacijski center. 
Vrhovno državno tožilstva Republike Slovenije opravlja državnotožilske funkcije pred Vrhovnim sodiščem Republike Slovenije, ter usklajevalne, nadzorstvene in izobraževalne dejavnosti nad okrožnimi državnimi tožilstvi in Specializiranim državnim tožilstvom Republike Slovenije.
Enajst okrožnih državnih tožilstev opravlja naloge prvostopenjskega organa. Na okrožna državna tožilstva so razporejeni okrajni državni tožilci, okrožni državni tožilci in višji državni tožilci. Njihovo območje delovanja zajema enajst okrožnih sodišč. Državni tožilci iz teh okrožnih tožilstev pa delujejo tudi pred okrajnimi sodišči na njihovem območju. Nekatera okrožna državna tožilstva imajo zunanje oddelke kot organizacijske enote.
Pri okrožnih državnih tožilstvih na sedežu višjih sodišč (Ljubljana, Maribor, Celje, Koper) so organizirani oddelki za usklajevanje in razporejanje zadev, ki se obravnavajo pred višjimi sodišči (Pritožbeni oddelek).
Najzahtevnejša kazniva dejanja, katerih pregon terja posebno organiziranost in usposobljenost državnih tožilcev ter najvišjo raven učinkovitosti, obravnava Specializirano državno tožilstvo Republike Slovenije. 
Državno tožilstvo redno je sodeluje s policijo in z drugimi organi odkrivanja kaznivih dejanj, kot so Finančna uprava Republike Slovenije (FURS), Računsko sodišče Republike Slovenije, Urad RS za nadzor iger na srečo, Urad RS za preprečevanje pranja denarja, Agencija RS za trg vrednostnih papirjev, Urad RS za varstvo konkurence.
Skladno z zakonom generalni državni tožilec Državnemu zboru Republike Slovenije vsako leto do konca maja predloži Skupno poročilo o delu državnih tožilstev, tožilstvo redno sodeluje tudi z Odborom Državnega zbora za notranjo politiko, javno upravo in pravosodje.
Sedež Vrhovnega državnega tožilstva RS je na Trgu OF 13 v Ljubljani. 

## Sestava
- Oddelek za kazenske zadeve
- Oddelek za civilne in upravne zadeve
- Oddelek za izobraževanje in strokovni nadzor
- Strokovno informacijski center